# I Prevail
I Prevail es una banda estadounidense de metalcore formada en Southfield, Míchigan, establecida en 2013. Lanzaron su EP debut "Heart Vs. Mind" el 26 de enero de 2015. Ganaron popularidad después de publicar una versión de la canción "Blank Space" de Taylor Swift en YouTube el 1 de diciembre de 2014. La versión también apareció en "Punk Goes Pop Vol. 6" de Fearless Records como una pista adicional. La banda lanzó su álbum debut el 21 de octubre de 2016 titulado "Lifelines".

## Historia

### Formación yHeart Vs. MindEP (2014-2016)
I Prevail se formó a finales de 2013. Poco después, la banda comenzó a trabajar en su primer EP. El 1 de diciembre de 2014, la banda publicó una versión de la canción "Blank Space" de Taylor Swift en YouTube. Alcanzó el puesto número 90 en la lista Billboard Hot 100 y el puesto número 23 en la tabla Mainstream Rock Songs de los Estados Unidos. A finales del año 2017, la canción alcanzó más de 40 millones de visitas en YouTube. El 10 de diciembre de 2014, la banda lanzó los dos primeros singles del EP, "Love, Lust, and Liars" y "The Enemy". La banda lanzó su EP debut, Heart vs. Mind, el 26 de enero de 2015. El 12 de marzo de 2015, el guitarrista rítmico Jordan Berger dejó la banda debido a otros compromisos. La banda agregó a los miembros de gira Tony Camposeo en el bajo y Dylan Bowman en la guitarra rítmica, quién más tarde se convertiría en miembro de tiempo completo. La banda se embarcó en el "Heart vs. Mind Tour" y el "Massive Addictive Tour". El 24 de junio de 2015 anunciaron una gira de verano llamada "The Crossroads Tour". La banda abrió concierto para Crown the Empire y Hollywood Undead en otoño de 2015 en "Day of The Dead Tour" y tocó en shows selectos, además de abrir para Pop Evil en diciembre.

### Lifelinesy giras (2016–2018)
El 17 de mayo de 2016, la banda anunció su gira titulada "Strike the Match Tour", con invitados especiales como The White Noise, My Enemies and I, y Bad Seed Rising durante todo el verano. La banda también lanzó un clip de sonido instrumental de 30 segundos a través de las redes sociales, de su próximo álbum. El 20 de junio, la banda reveló el nombre de su álbum debut, "Lifelines", y el 21 de julio anunció que estaría disponible a partir del 20 de octubre. El primer sencillo del álbum, "Scars", fue lanzado el 1 de julio.
El 19 de julio, I Prevail anunció a través de las redes sociales que apoyarían a Pierce the Veil junto a Neck Deep en la gira "The Journey's Made to Destroy tour" durante el otoño de 2016.
El 14 de agosto, la banda lanzó el segundo sencillo del álbum, "Stuck in Your Head".
El 28 de septiembre, la banda lanzó su tercer sencillo "Come and Get It" a través de "Short.Fast.Loud", un programa de radio punk y hardcore basado en Australia en la estación juvenil Triple J.
En diciembre de 2016, Tony dejó la banda para centrarse en la producción de música.
El 22 de marzo de 2017 I Prevail confirmó su participación en el "Vans Warped Tour 2017".
A finales de marzo/principios de abril de 2017, la banda tuvo su primera gira principal en el extranjero, que incluyó espectáculos agotados en toda Australia.
Lee no había estado de gira con la banda durante más de un mes, lo que llevó a la especulación de que ya no estaba en la banda. La banda luego actualizó su página de Facebook, mostrando que Lee ya no estaba en la banda. La banda pronto trajo a Gabe Helguera para ser su baterista de gira.
El 8 de agosto de 2017 I Prevail anunció una gira masiva de titulares de otoño-invierno con The Word Alive, We Came As Romans y Escape The Fate. Brian (vocalista de voz limpia) ha tenido un descanso vocal total durante parte de esta gira debido a una grave lesión en las cuerdas vocales. Dylan ha asumido temporalmente las voces limpias.

### Trauma(2019–2022)
El 19 de febrero de 2019, la banda anunció que su próximo álbum se llamará Trauma y le pidió a los fanáticos que compartieran el anuncio en las redes sociales 100.000 veces antes de lanzar el primer sencillo. El 26 de febrero, la banda lanzó el primer sencillo del álbum, "Bow Down". Más tarde, ese mismo día, la banda lanzó "Breaking Down".
Junto con el lanzamiento del nuevo sencillo, Gabe Helguera se convirtió en miembro de tiempo completo de la banda. Eli Clark estuvo ausente de los dos nuevos videos musicales. Mientras no hace una declaración formal, parece que se dejó ir de gira con la banda. Indicando en su Instagram "No importa qué tan buenas sean tus grabaciones de bajos, necesitas un bajo real para los shows". Desde que actuaron en vivo en 2019, no han tenido un bajista en vivo.
Mientras estaba en Australia para el Download Festival en marzo de 2019, la banda realizó cuatro nuevas canciones en vivo por primera vez, incluyendo "Bow Down", "Breaking Down", Gasoline "y" DOA ". El 18 de marzo de 2019, la banda lanzó el tercer sencillo del nuevo álbum, "Paranoid". Trauma fue estrenada el 29 de marzo de 2019.

### True Power(2022–2024)
El 17 de junio de 2022, la banda lanzó el sencillo "Body Bag". La canción es el sencillo principal de su tercer álbum de estudio True Power, que se lanzó el 19 de agosto de 2022. El 12 de julio de 2022, la banda lanzó el segundo sencillo "Bad Things".
El 19 de agosto de 2022, la banda lanzó el video musical de la canción "Self-Destruction". En junio de 2022, la banda anunció su gira True Power Tour, que comenzaría en Asbury Park, Nueva Jersey, con artistas teloneros como Pierce the Veil, Fit for a King y Stand Atlantic (conciertos del 24 de octubre al 22 de noviembre) y Yours Truly (conciertos del 9 de septiembre al 9 de octubre). La gira se extendió del 9 de septiembre al 22 de noviembre, terminando en Detroit, Michigan. El 22 de noviembre de 2022, la banda lanzó el video musical de la canción "There's Fear In Letting Go". El 16 de marzo de 2023, la banda lanzó el video musical de la canción "Deep End".

### Salida de Burkheiser yViolent Nature(2025–presente)
En mayo de 2024, se anunció que el vocalista Brian Burkheiser estaría ausente de la gira hasta julio. En una publicación de Instagram, Burkheiser declaró que se estaba recuperando de una cirugía por una rara condición conocida como síndrome de Eagle. El 15 de mayo de 2025, la banda anunció que ellos y Burkheiser se separaron en buenos términos. El 23 de mayo, la banda lanzó el sencillo "Violent Nature". El 20 de junio, la banda lanzó otro sencillo, "Into Hell".
El 15 de julio de 2025, se anunció el cuarto álbum de estudio de la banda Violent Nature. Su lanzamiento está previsto para el 19 de septiembre.

## Miembros
Actuales miembros
- Richard "Eric" Vanlerberghe - Voz gutural (2014-presente), voz limpia (2016-presente)
- Steve Menoian - Guitarra líder (2014-presente)
- Dylan Bowman - Guitarra rítmica, segunda voz (2015-presente)
- Gabe Helguera - Batería (2017-presente)
- Jon Eberhard - Bajo, teclados, percusión, coros (2025-presente)

Antiguos miembros
- Jordan Berger - Guitarra rítmica, segunda voz (2014-2015)
- Lee Runestad - Batería (2014-2017)
- Tony Camposeo - Bajo (2015-2016)
- Eli Clark - Bajo (2016-2018)
- Brian Burkheiser - Voz (2014-2025)

## Discografía

### Álbumes de estudio
| Año  | Título         | Detalles                                                                                         | Posiciones en listas | Posiciones en listas | Posiciones en listas | Posiciones en listas | Posiciones en listas | Posiciones en listas | Posiciones en listas | Posiciones en listas | Posiciones en listas | Posiciones en listas | Certificaciones       |
| Año  | Título         | Detalles                                                                                         | US                   | AUS                  | AUT                  | BEL (FL)             | CAN                  | GER                  | NZ                   | SCO                  | SWI                  | UK                   | Certificaciones       |
| ---- | -------------- | ------------------------------------------------------------------------------------------------ | -------------------- | -------------------- | -------------------- | -------------------- | -------------------- | -------------------- | -------------------- | -------------------- | -------------------- | -------------------- | --------------------- |
| 2016 | Lifelines      | - Lanzamiento: 21 de octubre de 2016 - Discográfica: Fearless - Formato: CD, descarga digital    | 15                   | 8                    | —                    | —                    | 17                   | —                    | —                    | 60                   | —                    | 72                   | - RIAA: Oro - MC: Oro |
| 2019 | Trauma         | - Lanzamiento: 29 de marzo de 2019 - Discográfica: Fearless - Formato: CD, descarga digital      | 14                   | 6                    | 38                   | 172                  | 22                   | 32                   | —                    | 58                   | 58                   | 60                   | - MC: Oro             |
| 2022 | True Power     | - Lanzamiento: 19 de agosto de 2022 - Discográfica: Fearless - Formato: CD, descarga digital     | 48                   | 5                    | 42                   | —                    | 68                   | 28                   | —                    | 84                   | 50                   | 96                   |                       |
| 2025 | Violent Nature | - Lanzamiento: 19 de septiembre de 2025 - Discográfica: Fearless - Formato: CD, descarga digital | —                    | —                    | —                    | —                    | —                    | —                    | —                    | —                    | —                    | —                    |                       |

### EPs
| 2014 | Heart vs. Mind | - Lanzamiento: 17 de diciembre de 2014 - Discográfica: Fearless - Formato: CD, descarga digital | 88 | 6 | 17 | 4 | 5 | 9 | 39 |

### Sencillos
| Año  | Título                       | Posiciones | Posiciones | Posiciones | Certificaciones | Álbum          |
| Año  | Título                       | US         | US Rock    | US Main.   | Certificaciones | Álbum          |
| ---- | ---------------------------- | ---------- | ---------- | ---------- | --------------- | -------------- |
| 2014 | "Blank Space"                | 90         | 9          | 23         | - RIAA: Platino | Heart vs. Mind |
| 2014 | "Love, Lust, and Liars"      | —          | —          | —          |                 | Heart vs. Mind |
| 2014 | "The Enemy"                  | —          | —          | —          |                 | Heart vs. Mind |
| 2016 | "Scars"                      | —          | 39         | —          |                 | Lifelines      |
| 2016 | "Stuck in Your Head"         | —          | 40         | 36         |                 | Lifelines      |
| 2016 | "Come and Get It"            | —          | —          | —          |                 | Lifelines      |
| 2016 | "Alone"                      | —          | 25         | 6          |                 | Lifelines      |
| 2017 | "Lifelines"                  | —          | —          | 11         |                 | Lifelines      |
| 2019 | "Bow Down"                   | —          | 32         | —          |                 | Trauma         |
| 2019 | "Breaking Down"              | —          | 24         | 3          |                 | Trauma         |
| 2019 | "Paranoid"                   | —          | 49         | —          |                 | Trauma         |
| 2019 | "Hurricane"                  | —          | 47         | —          |                 | Trauma         |
| 2020 | "DOA"                        | —          | —          | —          |                 | Trauma         |
| 2020 | "Every Time You Leave"       | —          | —          | 22         |                 | Trauma         |
| 2022 | "Body Bag"                   | —          | —          | —          |                 | True Power     |
| 2022 | "Bad Things"                 | —          | —          | —          |                 | True Power     |
| 2022 | "Self-Destruction"           | —          | —          | —          |                 | True Power     |
| 2022 | "There's Fear in Letting Go" | —          | —          | —          |                 | True Power     |
| 2023 | "Deep End"                   | —          | —          | —          |                 | True Power     |
| 2023 | "Closure"                    | —          | —          | —          |                 | True Power     |
| 2025 | "Violent Nature"             | —          | —          | —          |                 | Violent Nature |
| 2025 | "Into Hell"                  | —          | —          | —          |                 | Violent Nature |

### Como artista invitado
| Año  | Título                                               | Posiciones | Posiciones | Posiciones | Certificaciones | Álbum |
| Año  | Título                                               | US         | US Rock    | US Main.   | Certificaciones | Álbum |
| ---- | ---------------------------------------------------- | ---------- | ---------- | ---------- | --------------- | ----- |
| 2020 | "Feel Something" (Excision y Illenium con I Prevail) | —          | —          | —          |                 | TBA   |

### Vídeos musicales
| Año  | Canción                                         | Director(s)    | Ref.   |
| ---- | ----------------------------------------------- | -------------- | ------ |
| 2014 | "Blank Space"                                   | I Prevail      | [ 45 ] |
| 2014 | "Love, Lust, and Liars"                         | Sam Link       | [ 46 ] |
| 2014 | "The Enemy"                                     | Sam Link       | [ 47 ] |
| 2015 | "Crossroads"                                    | Alan Leford    | [ 48 ] |
| 2016 | "Scars"                                         | Max Moore      | [ 49 ] |
| 2016 | "Stuck in Your Head"                            | Drew Russ      | [ 50 ] |
| 2017 | "Come and Get It"                               | Kurt Mackey    | [ 51 ] |
| 2017 | "Lifelines"                                     | Caleb Mallery  | [ 52 ] |
| 2017 | "Alone"                                         |                |        |
| 2017 | "Already Dead"                                  | Samuel Halleen | [ 53 ] |
| 2018 | "Rise"                                          | Dominar Films  | [ 54 ] |
| 2019 | "Bow Down"                                      | Ben Proulx     | [ 55 ] |
| 2019 | "Breaking Down"                                 | Ben Proulx     | [ 56 ] |
| 2019 | "Paranoid"                                      | Ben Proulx     | [ 57 ] |
| 2019 | "Hurricane"                                     | Kurt Mackey    | [ 58 ] |
| 2019 | "Gasoline"                                      | Ben Proulx     | [ 59 ] |
| 2019 | "Hurricane" (Pt. 2)                             | Kurt Mackey    | [ 60 ] |
| 2020 | "DOA" (con Joyner Lucas)                        | Ben Proulx     | [ 61 ] |
| 2020 | "Every Time You Leave" (featuring Delaney Jane) | Ben Proulx     | [ 62 ] |